# Enrico Panunzio
Enrico Panunzio (Molfetta, 1º luglio 1923 – Roma, 20 febbraio 2015) è stato uno scrittore e poeta italiano.

## Biografia
Figlio del poeta Giacinto e nipote di Sergio Panunzio. Per vent'anni diresse la biblioteca dell'Istituto Italiano di Cultura a Parigi. Autore sia di narrativa che di poesia, con il romanzo I signori scaduti ottenne una segnalazione al Premio Grazia Deledda nel 1954 e vinse il Premio Salento nel 1968.
Collaborò con La Fiera Letteraria e pubblicò una traduzione italiana in versi di Les Fleurs du Mal di Baudelaire. Con Gino Montesanto realizzò una riduzione radiofonica del romanzo La pelle di zigrino di Balzac.
La narrativa di Panunzio è sostenuta da una visione del mondo "meridionale", che si ricollega alle radici elleniche della Magna Grecia, e da una scrittura a volte barocca e preziosa; come in L'apofasia del Cav. Ciro Saverio Paniscotti (1982), romanzo aperto, incentrato sul conflitto tra «ottimismo scientista» e «atavico scetticismo».
Malfarà (1986) è, secondo Giacinto Spagnoletti, l'opera di maggiore rilievo dello scrittore. La storia di Malfarà ha luogo in una imprecisata zona delle Murge, in Puglia, nei pressi di una fattoria detta Sfondascarpe. Sulla vicenda narrata aleggia un'atmosfera dai risvolti stregoneschi, che lo scrittore rende attraverso il ricorso ad un insieme di elementi "misteriosi", come ad esempio il cosiddetto «favonio dei deserti», che sparge dappertutto «una cute infiammata e rossastra di polvere».

## Opere
- Enrico Vito Panunzio, Giovane musa, Milano, Quaderni di poesia, 1940.
- Enrico Panunzio, I signori scaduti, Bologna, Cappelli, 1966. Nuova edizione: Roma, La Lepre edizioni, 2013.
- Enrico Panunzio, L'apofasia del Cav. Ciro Saverio Paniscotti, Parma, Guanda, 1982. Nuova edizione: Roma, La Lepre edizioni, 2009.
- Enrico Panunzio, Il balcone di casa Paù, Milano, Bompiani, 1983.[8]
- Enrico Panunzio, Lo specchio di vera penitenza, libretto d'opera, musica di Enrico Renna, Roma, Edi-pan Editore, 1985.
- Enrico Panunzio, Malfarà, Milano, Spirali, 1986.
- Enrico Panunzio, L'idiota celeste, Napoli, Pironti Editore, 1989.
- Enrico Panunzio, I novantanove nomi di Allah, Ravenna, Edizioni del Girasole, 1997.
- Enrico Panunzio, Il peso degli angeli, Lecce, Manni Editori, 1999.
- Enrico Panunzio, Inchiostro di alba, Roma, Edizioni della cometa, 2001.
- Enrico Panunzio, L'anno divino: Nigredo, Fasano, Schena, 2004.
- Enrico Panunzio, L'occhio di Parigi, Ragusa, Libroitaliano, 2004.
- Enrico Panunzio, Tregua di azzurro: canzoniere, Fasano, Schena, 2005.

### Traduzioni
- Charles Baudelaire, I fiori del male: Interpretazioni di Enrico Vito Panunzio, Berben, 1946.